# Max Brandl (Politiker, 1935)
Max Brandl (* 3. Februar 1935 in Kötzting-Ramsried; † 9. August 2016) war ein deutscher Politiker (SPD).
Brandl besuchte die Volksschule in Grafenwiesen und das Gymnasium in Cham, wo er sein Abitur machte. Er machte danach eine pädagogische Ausbildung am Institut für Lehrerbildung in Straubing, 1956 die erste und 1959 die zweite Lehramtsprüfung. 1968 wurde er Lehrer an der Volksschule Hohenwarth-Grafenwiesen.
1964 wurde Brandl Mitglied der SPD und dort Ortsvorsitzender in Grafenwiesen. Er war zunächst SPD-Kreisvorsitzender in Kötzting und nach der Landkreisreform stellvertretender Vorsitzender des SPD-Kreisverbands Cham. 1966 wurde er ehrenamtlicher 1. Bürgermeister seiner Heimatgemeinde Grafenwiesen, ferner war er Kreisrat und Vorsitzender der SPD-Kreistagsfraktion Cham. Von 1986 bis 1990 war er Mitglied des Bayerischen Landtags, in dem gleichzeitig ein anderer SPD-Politiker namens Max Brandl saß.